# Jordan Philipsky
Jordan Philipsky (* 6. Mai 2003) ist ein österreichischer Fußballspieler.

## Karriere
Philipsky begann seine Karriere beim FC Admira Wacker Mödling. Zur Saison 2014/15 wechselte er zum SC Wiener Neustadt. Zur Saison 2015/16 kehrte er zur Admira zurück. Im Jänner 2017 wechselte er in die AKA St. Pölten, in der er fortan sämtliche Altersstufen durchlief.
Zur Saison 2021/22 wechselte der Verteidiger zum Zweitligisten FC Juniors OÖ, bei dem er einen bis Juni 2024 laufenden Vertrag erhielt. Sein Debüt in der 2. Liga gab er im Juli 2021, als er am ersten Spieltag jener Saison gegen den SV Lafnitz in der 70. Minute für Strahinja Kerkez eingewechselt wurde. Für die Juniors kam er insgesamt zu 13 Zweitligaeinsätzen. Nach der Saison 2021/22 zog sich das Team aus der 2. Liga zurück, woraufhin Philipsky in den Kader des nun drittklassigen Nachfolgers LASK Amateure OÖ rückte.